# CPI das ONGs (2023)
A CPI das ONGs foi uma comissão parlamentar de inquérito instaurada no Senado Federal em 2023 para investigar a atuação de organizações não governamentais na região da Amazônia. A CPI realizou, ao todo, 30 reuniões e ouviu o depoimento de 38 pessoas, dentre elas, a Ministra do Meio Ambiente e Mudança do Clima Marina SIlva e o presidente do IBAMA Rodrigo Agostinho.  
A investigação foi precedida por duas outras CPIs das ONGs no Senado Federal, nos anos 2001-2002 e 2007-2010.

## Instauração
O requerimento para a abertura da CPI foi protocolado pelo senador Plínio Valério em outubro de 2019. Segundo o senador, que já havia tentado estabelecer a Comissão em outras duas ocasiões, o intuito era "separar as organizações que atuam de forma correta daquelas que cometem fraudes e irregularidades". Valério citou como exemplo a ONG Opção Verde que, segundo ele, usou o pretexto de preservar a floresta para adiquirir grandes áreas de terra ricas em recursos naturais, como petróleo e gás natural, no município de Coari, a fim de impedir a exploração desses recursos.
A comissão foi legalmente criada em abril de 2023, após a leitura do requerimento, que contou com a assinatura de 37 senadores, por parte do presidente do Senado Rodrigo Pacheco. A CPI foi instalada em 14 de junho de 2023, com prazo inicial de 130 dias de funcionamento. Plínio Valério foi eleito presidente da comissão e Márcio Bittar foi escolhido como relator. O senador Jaime Bagatolli foi o vice-presidente.

## Objetivos
O propósito da CPI foi investigar a atuação de ONGs ambientalistas na região da Amazônia, focando no repasse de verba pública para as ONGs pelo governo federal e na forma como as ONGs utilizaram esses recursos, bem como outros recebidos do exterior, entre os anos de 2002 e 2023. A investigação visou apurar se as ONGs operaram contra os interesses nacionais e desvirturam de seus objetivos ao não utilizarem esses recursos para as funções que foram destinados originalmente.

## Composição
Os integrantes da CPI das ONGs foram:
Presidente
- Plínio Valério (PSDB/AM)

Vice-presidente
- Jaime Bagattoli (PL/RO)

Relator
- Marcio Bittar (UNIÃO/AC)

Titulares
- Confúcio Moura (MDB/RO)
- Marcio Bittar (UNIÃO/AC)
- Styvenson Valentim (PODEMOS/RN)
- Plínio Valério  (PSDB/AM)
- Nelsinho Trad (PSD/MS)
- Lucas Barreto (PSD/AP)
- Beto Faro  (PT/PA)
- Chico Rodrigues (PSB/RR)
- Jaime Bagattoli (PL/RO)
- Eduardo Gomes (PL/TO)
- Dr. Hiran  (PP/RR)

Suplentes
- Dorinha Rezende (UNIÃO/TO)
- Zequinha Marinho (PODEMOS/PA)
- Mara Gabrilli (PSD/SP)
- Teresa Leitão  (PT/PE)
- Hamilton Mourão (REPUBLICANOS/RS)
- Damares Alves (REPUBLICANOS/DF)

## Depoimentos

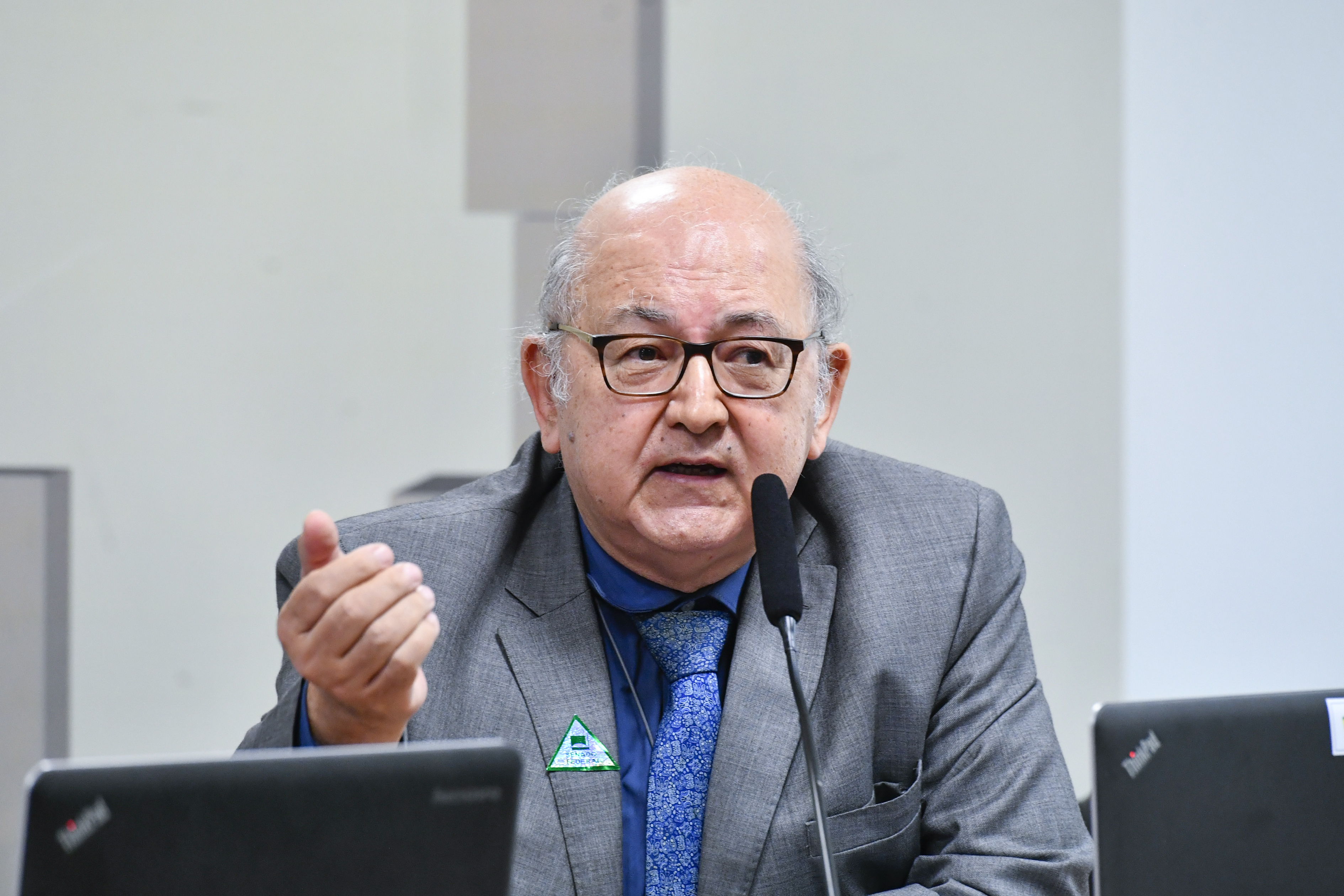
Depoimento do jornalista Lorenzo Carrasco, autor do livro Máfia Verde:Ambientalismo a Serviço do Governo Mundial.

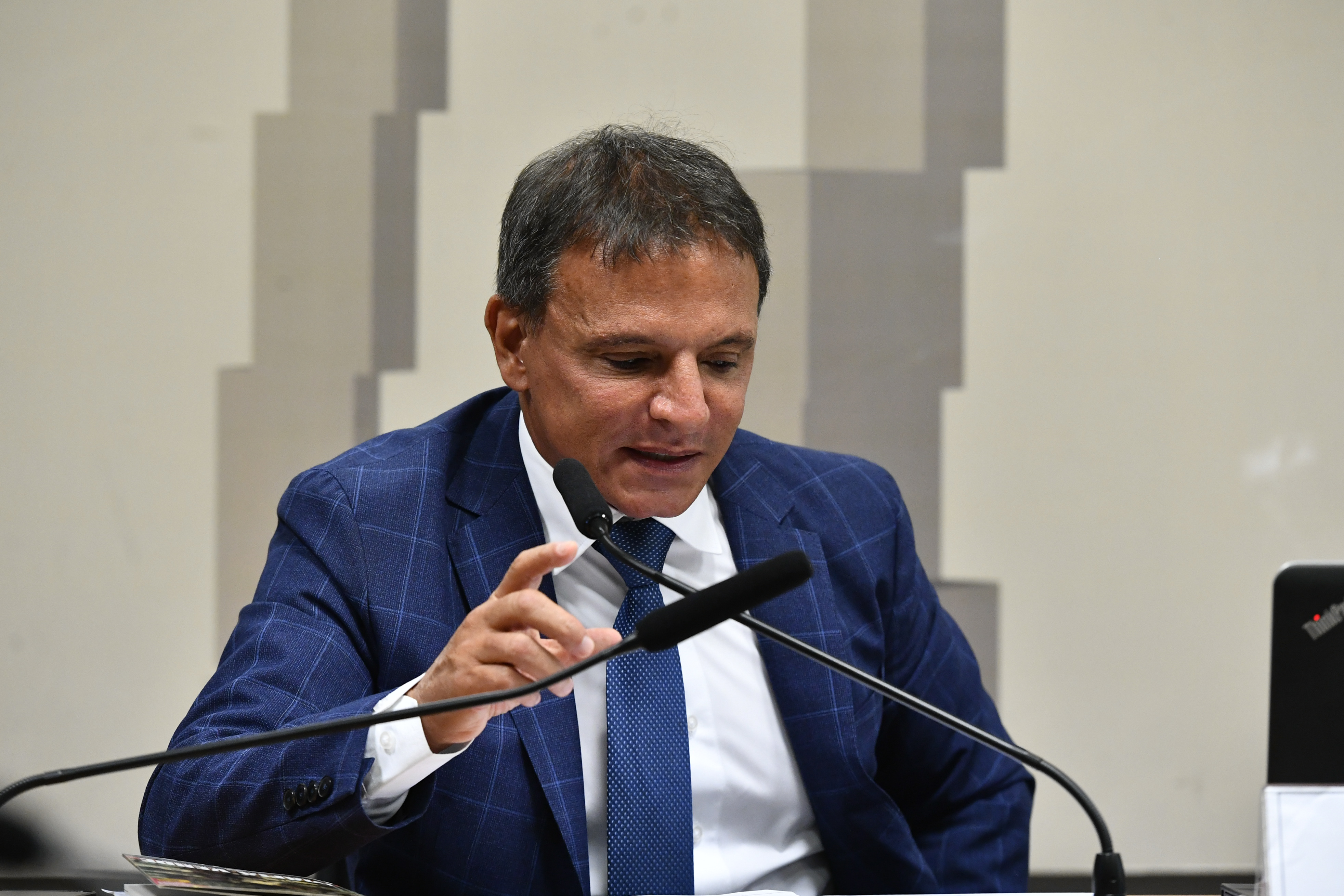
Senador Marcio Bittar, relator da CPI das ONGs, em pronunciamento.

Durante o desdobramento da CPI, foram convidados ou convocados:
| Nome                                            | Data       | Requerimento       |
| ----------------------------------------------- | ---------- | ------------------ |
| Aldo Rebelo                                     | 11/07/2023 | Convite            |
| Sílvia Waiapi                                   | 01/08/2023 | Convite            |
| Lorenzo Carrasco                                | 08/08/2023 | Convite            |
| Ricardo Salles                                  | 15/08/2023 | Convite            |
| Helderli Fideliz                                | 22/08/2023 | Convite            |
| Edward Luz                                      | 29/08/2023 | Convite            |
| Representantes indígenas                        | 31/08/2023 | Convite            |
| Luiz Carlos Molion                              | 05/09/2023 | Convite            |
| Vírgílio Maurício Víana                         | 12/09/2023 | Convite            |
| Ritaumaria Pereira/Suzana Machado Pádua         | 19/09/2023 | Convite            |
| Bruce Albert/Ana Toni                           | 26/09/2023 | Convocação/Convite |
| Eduardo Dite                                    | 03/10/2023 | Convite            |
| Flavia Vinhaes Santos/Marta de Oliveira Antunes | 10/10/2023 | Convite            |
| André Guimarães                                 | 17/10/2023 | Convite            |
| Graciano Aedzane Pronhopa/Arnaldo Tsererowe     | 24/10/2023 | Convite            |
| Mauro Oliveira Pires                            | 31/10/2023 | Convite            |
| Rodrigo Agostinho                               | 07/11/2023 | Convite            |
| Marina Silva                                    | 21/11/2023 | Convite            |
| Márcio Santilli                                 | 22/11/2023 | Convite            |
| Marina Silva                                    | 27/11/2023 | Convocação         |

## Desfecho
O relator Marcio Bittar apresentou o relatório final em 5 de dezembro de 2023. Segundo o ele, seis ONGs investigadas receberam mais de 3 bilhões de reais e prejudicaram o desenvolvimento da amazônia. O relatório foi aprovado no dia 12 de dezembro, por 5 votos a 3.  O documento apresentou seis projetos legislativos e propôs o indiciamento do presidente do ICMBio, Mauro Oliveira Pires, acusado de corrupção passiva e improbidade administrativa. Dentre os projetos de lei apresentados, estão a proposição de uma quarentena de dois anos para que os servidores não possam trocar imediatamente o funcionalismo público pela atuação na sociedade civil; prazo de um ano que o Ministério Público finalize investigações em obras de infraestrutura; vedação de cargos na administração pública para membros de ONGs que recebem recursos do Fundo Amazônia; flexibilização de processos de licenciamento ambiental e permissão para exploração de recursos naturais de terras indígenas por não indígenas.